# Adilson Tavares Varela
Adilson Tavares Varela, meglio conosciuto come Cabral (Praia, 22 ottobre 1988), è un ex calciatore capoverdiano con cittadinanza svizzera, di ruolo centrocampista.
È cugino di Gelson Fernandes, Manuel Fernandes, Edimilson Fernandes.

## Carriera

### Club
Dopo la trafila delle giovanili, Cabral esordisce nella prima squadra del Losanna nel 2005, all'età di 17 anni. Nell'estate del 2007, dopo 26 presenze con la squadra di Losanna, si trasferisce per scadenza di contratto al Basilea, firmando un contratto di tre anni. Durante la prima stagione con la nuova squadra non trova molto spazio e per la stagione successiva (2008-2009) viene mandato in prestito all'Atletico Siviglia.
Al suo ritorno in Svizzera il Basilea aveva cambiato allenatore, sotto la guida del quale riesce a trovare più spazio.
Dopo cinque stagioni al Basilea, il 1º luglio 2013 passa al Sunderland con la firma di un contratto di tre anni. Il 17 agosto successivo fa il suo debutto in Premier League contro il Fulham nella partita persa 0-1 dai Black Cats che rimane l'unica sua presenza in campionato.
Il 9 gennaio 2014 passa in prestito al Genoa con riscatto fissato a 1,5 milioni di euro. Il 12 gennaio debutta con i rossoblù nella trasferta all'Olimpico persa 4-0 contro la Roma.
Chiude la stagione con appena 7 presenze.

### Nazionale
Pur essendo capoverdiano di nascita, svolge tutta la trafila delle nazionali giovanili della Svizzera.
A novembre 2012 risponde alla chiamata del CT della nazionale maggiore di Capo Verde in occasione della sfida contro il Ghana.

## Statistiche

### Presenze e reti nei club
Statistiche aggiornate al 27 luglio 2017.
| Stagione          | Squadra           | Campionato        | Campionato | Campionato | Coppe nazionali | Coppe nazionali | Coppe nazionali | Coppe continentali | Coppe continentali | Coppe continentali | Altre coppe | Altre coppe | Altre coppe | Totale | Totale |
| Stagione          | Squadra           | Comp              | Pres       | Reti       | Comp            | Pres            | Reti            | Comp               | Pres               | Reti               | Comp        | Pres        | Reti        | Pres   | Reti   |
| ----------------- | ----------------- | ----------------- | ---------- | ---------- | --------------- | --------------- | --------------- | ------------------ | ------------------ | ------------------ | ----------- | ----------- | ----------- | ------ | ------ |
| 2005-2006         | Losanna           | CL                | 3          | 0          | -               | -               | -               | -                  | -                  | -                  | -           | -           | -           | 3      | 0      |
| 2006-2007         | Losanna           | CL                | 23         | 0          | -               | -               | -               | -                  | -                  | -                  | -           | -           | -           | 23     | 0      |
| Totale Losanna    | Totale Losanna    | Totale Losanna    | 26         | 0          |                 | -               | -               |                    | -                  | -                  |             | -           | -           | 26     | 0      |
| 2007-2008         | Basilea           | SL                | 8          | 0          | CS              | 2               | 0               | CU                 | 1                  | 0                  | -           | -           | -           | 11     | 0      |
| 2008-2009         | Siviglia Atlético | SD                | 22         | 0          | -               | -               | -               | -                  | -                  | -                  | -           | -           | -           | 22     | 0      |
| 2009-2010         | Basilea           | SL                | 23         | 1          | CS              | 3               | 0               | UEL                | 4+4                | 0+0                | -           | -           | -           | 34     | 1      |
| 2010-2011         | Basilea           | SL                | 21         | 0          | CS              | 3               | 0               | UCL+UEL            | 5+2                | 1+0                | -           | -           | -           | 31     | 1      |
| 2011-2012         | Basilea           | SL                | 20         | 1          | CS              | 2               | 0               | UCL                | 8                  | 0                  | -           | -           | -           | 30     | 1      |
| 2012-2013         | Basilea           | SL                | 27         | 0          | CS              | 4               | 0               | UCL+UEL            | 5+10               | 0+0                | -           | -           | -           | 46     | 0      |
| Totale Basilea    | Totale Basilea    | Totale Basilea    | 99         | 2          |                 | 14              | 0               |                    | 39                 | 1                  |             | -           | -           | 152    | 3      |
| 2013-2014         | Sunderland        | PL                | 1          | 0          | CdL             | 1               | 0               | -                  | -                  | -                  | -           | -           | -           | 2      | 0      |
| gen.-giu.2014     | Genoa             | A                 | 7          | 0          | -               | -               | -               | -                  | -                  | -                  | -           | -           | -           | 7      | 0      |
| 2014-2015         | Sunderland        | PL                | 0          | 0          | -               | -               | -               | -                  | -                  | -                  | -           | -           | -           | 0      | 0      |
| Totale Sunderland | Totale Sunderland | Totale Sunderland | 1          | 0          |                 | 1               | 0               |                    | -                  | -                  |             |             |             | 2      | 0      |
| 2015-2016         | Zurigo            | SL                | 15         | 0          | CS              | 5               | 0               | -                  | -                  | -                  | -           | -           | -           | 20     | 0      |
| 2016-2017         | Le Mont           | CL                | 12         | 0          | CS              | 0               | 0               | -                  | -                  | -                  | -           | -           | -           | 12     | 0      |
| Totale carriera   | Totale carriera   | Totale carriera   | 182        | 2          |                 | 20              | 0               |                    | 39                 | 1                  |             | -           | -           | 241    | 3      |

## Palmarès

### Club

#### Competizioni nazionali
- Campionato svizzero: 5

Basilea: 2007-2008, 2009-2010, 2010-2011, 2011-2012, 2012-2013
- Coppa Svizzera: 4

Basilea: 2007-2008, 2009-2010, 2011-2012
Zurigo: 2015-2016
- Challenge League: 2

Zurigo: 2016-2017
Losanna: 2019-2020